# Schronisko przy Ścianach
Schronisko przy Ścianach (Schronisko IV) – jaskinia, a właściwie schronisko, w Dolinie Chochołowskiej w Tatrach Zachodnich. Wejście do niej znajduje się w Dolinie Dudowej, w skałce nad Halą Kominy Dudowe, na wysokości 1160 metrów n.p.m. Długość jaskini wynosi 6,5 metrów, a jej deniwelacja 1,5 metrów.

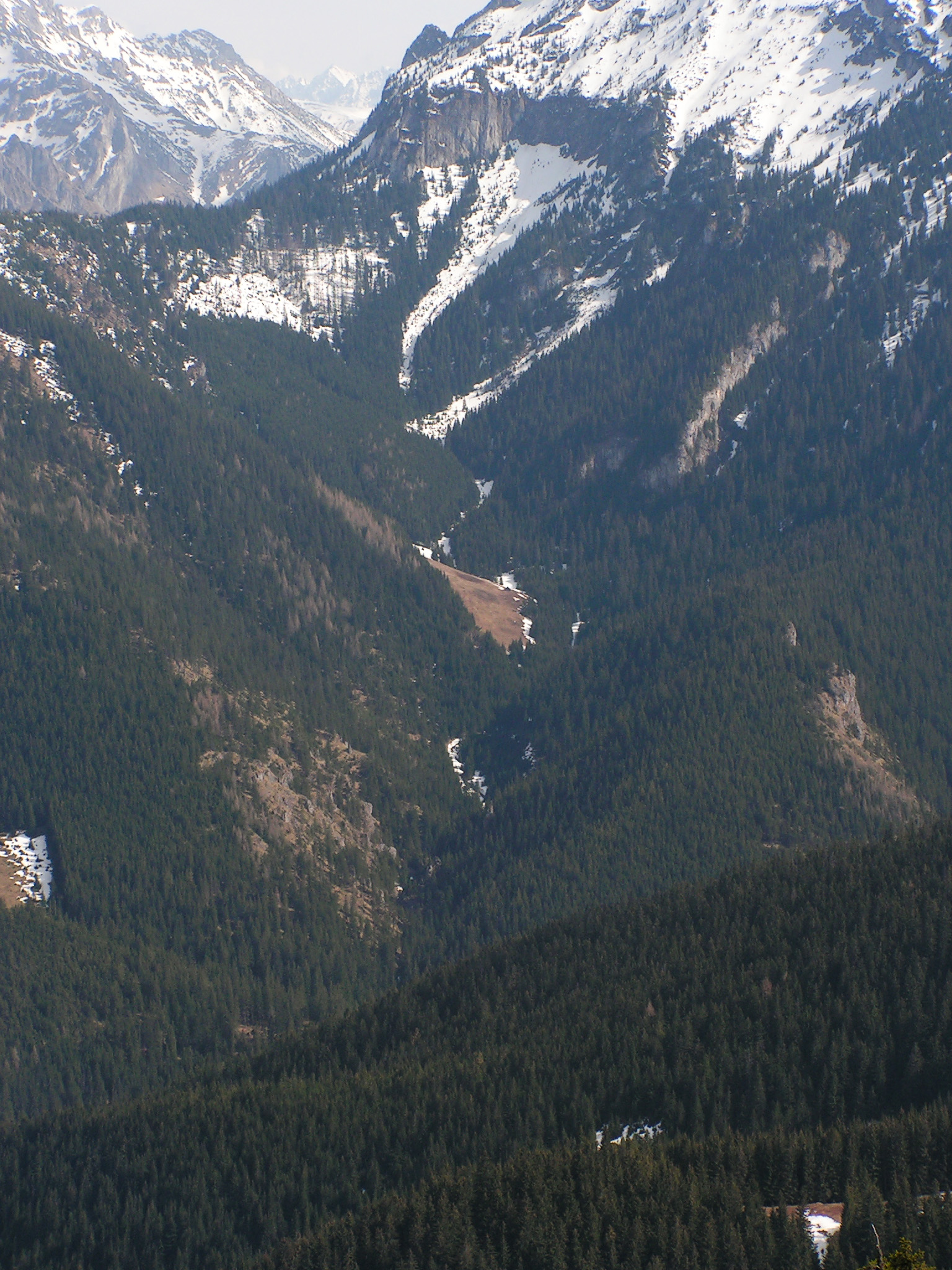
Górna część Doliny Dudowej - Kominy Dudowe

## Opis jaskini
Jaskinię stanowi poziomy, szczelinowy korytarzyk zaczynający się w niedużym otworze wejściowym. Mniej więcej w jego połowie można poprzez zacisk dostać się do górnego, równoległego korytarzyka z obu stron kończącego się zawaliskami.

## Przyroda
W jaskini nie ma nacieków. Ściany są wilgotne, rosną na nich porosty,

## Historia odkryć
Jaskinię odkryli Z. Biernacki, A. Wosiński i M. Żelechowski w 1966 roku. Pierwszy jej opis i plan sporządził Z. Biernacki w 1967 roku.